# 장갑열차

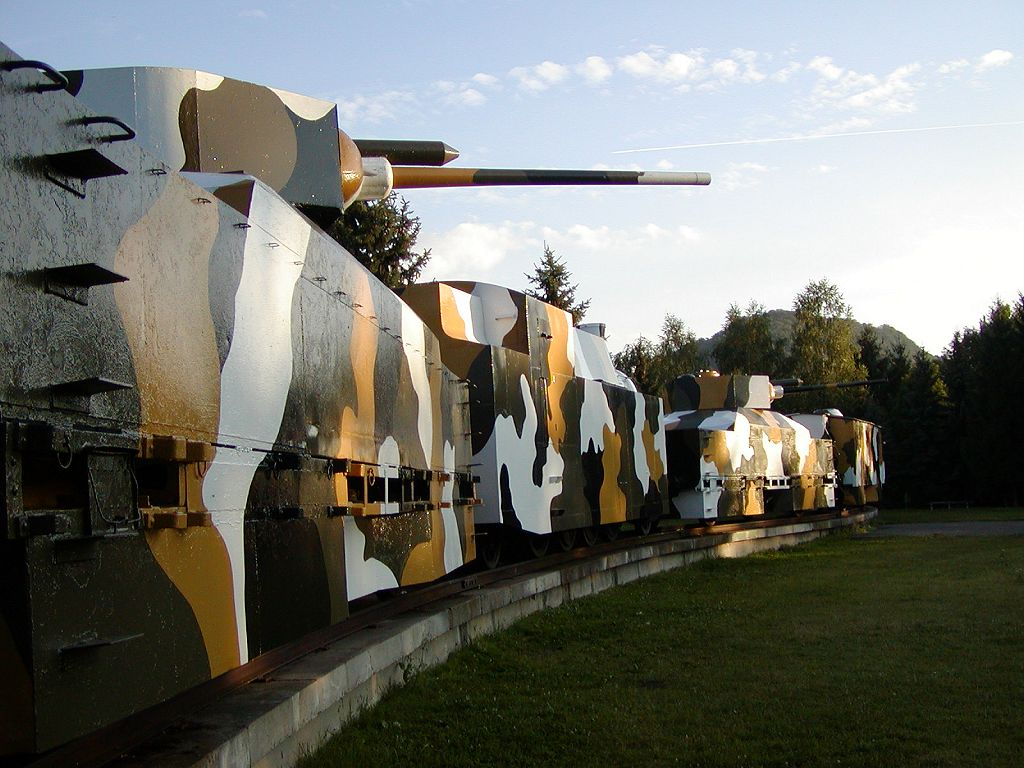
슬로바키아의 장갑열차 후르반. 실물이 아니고 영화 촬영에 사용한 레플리카다.

장갑열차(裝甲列車, 영어: armoured train, armored train)는 장갑으로 방호한 열차다. 대개 대포나 기관총으로 무장한 량을 두어 방호력 뿐 아니라 공격력까지 갖춘다. 19세기 말에서 20세기 초에 널리 이용되었다. 당시 장갑열차는 대량의 화력을 빠르게 이동시킬 수 있는 획기적 수단이었다. 도로교통이 더 강력하고 유연해진 뒤로는 파괴공작이나 공습으로부터 취약한 철도의 특성 탓에 도태되었다. 단 러시아 연방에서는 아직도 현역 장갑열차가 있어서 제2차 체첸 전쟁에 투입되었다.

## 같이 보기
- 모크라 전투
- 열차포